# Berezin UB

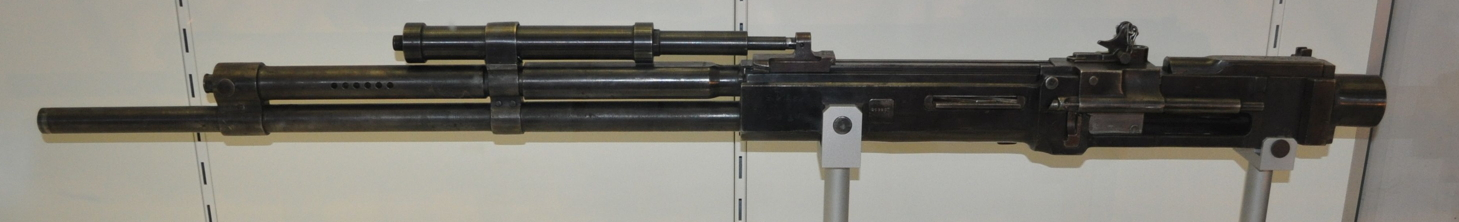
UBS

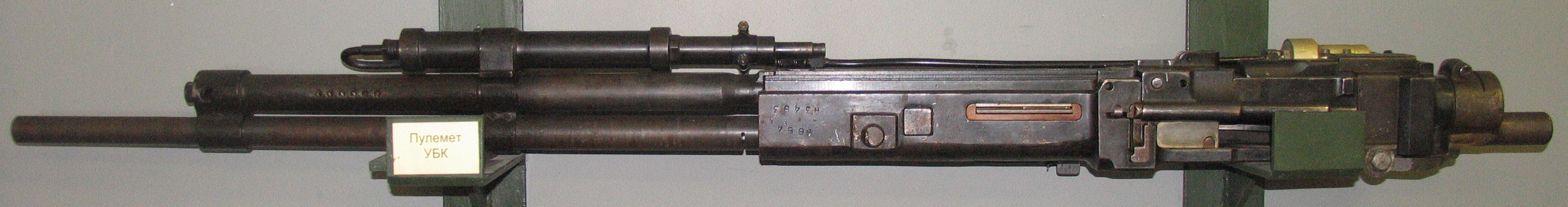
UBK

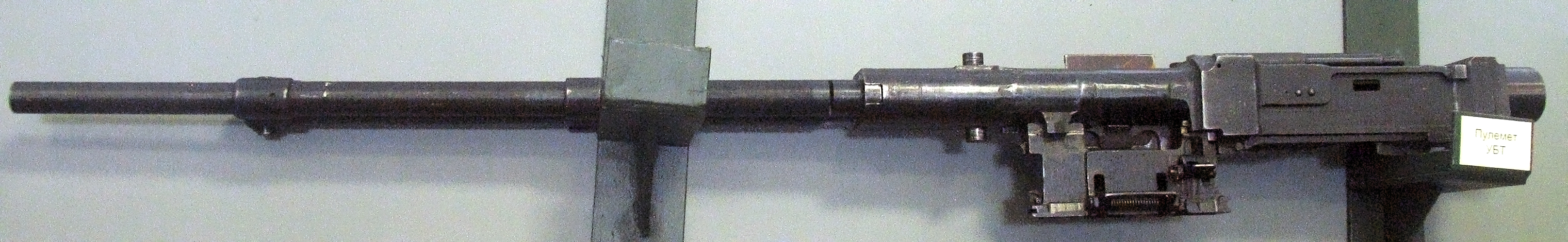
UBT

De Berezin UB (Russisch: Универсальный Березина, “universele Berezin”) was een door Michail Jevgenjevitsj Berezin ontworpen universeel machinegeweer van kaliber 12,7 mm gebruikt als boordgeschut op jachtvliegtuigen van de luchtmacht van de Sovjet-Unie in de Tweede Wereldoorlog.

## Ontwikkeling
In 1937 ontwierp Berezin de UB voor dezelfde 12,7 mm patronen als de infanterie.
Tests in 1938 waren succesvol en in 1938 ging het machinegeweer in dienst als BS (Березин Синхронный, Berezin Sinchronnij, “Berezin gesynchroniseerd”. Het was gesynchroniseerd en kon zo tussen de bladen van een draaiende propeller heen schieten.
Het schoot door met kracht aan een kabel te trekken.
Verdere ontwikkeling leidde tot drie verbeterde versies aangedreven met perslucht die op 22 april 1941 in dienst gingen, net op tijd voor Operatie Barbarossa:
- UBK Крыльевой, Krylyevoi, voor de vleugels.
- UBS Синхронный, Sinchronnij, gesynchroniseerd.
- UBT Турельный, Turelnij, voor een geschutskoepel.

## Vergelijking met SjKAS
Een Amerikaans verslag uit 1952 stelde:

De SjKAS was naar verhouding een verfijnd en goed afgewerkt machinegeweer waarvan de kost het noodzakelijk maakte om het zo lang mogelijk in dienst te houden door onderdelen te herstellen of te vervangen. In tegenstelling tot de SjKAS was de Berezin bewust een wegwerpartikel: het plan van de Sovjets was om het hele machinegeweer na kort gebruik weg te werpen als een onderdeel versleten of defect was.

## Specificaties
- Aantal lopen: 1
- Terugslag: ja
- Massa: 21,45 kg
- Lengte: 1347 mm
- Lengte loop: 890 mm
- Patroon: 12,7 mm x 108 mm
- Vuursnelheid: 1050 schoten/min
- Mondingssnelheid: 814 m/s

## Productiecijfers
- 1941: 6.300
- 1943: 43.690
- 1944: 38.340
- 1945: 42.952